# Libero (portale)
Libero è un portale italiano di proprietà di Italiaonline, fondato da Infostrada nel 1994 come sito di assistenza agli utenti nella navigazione Internet (al tempo, ancora a pagamento) e nella configurazione della posta elettronica.

## Storia
Il sito, nato nel 1994, aveva sviluppato nel 1996, grazie alla collaborazione con la Olivetti e l'Università di Pisa, Arianna, un servizio automatizzato di indicizzazione di pagine Web con l'intento di diventare il primo motore di ricerca di contenuti in lingua italiana. Successivamente Arianna viene inglobato in Libero. Il successo del progetto e l'estensione di nuovi servizi gratuiti, quali quello di Webmail, porta Italiaonline (IOL) ad essere acquistato da Infostrada nel 1997.
Nel 1998 nasce la comunità virtuale di Digiland, una rete sociale dove registrandosi gratuitamente veniva data la possibilità di pubblicare articoli HTML e poter chattare con altre persone connesse al portale.

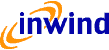
Logo del sito Web InWind

Nel 2002 a seguito dell'acquisto di Infostrada da parte del gruppo telefonico Wind Telecomunicazioni prende vita Libero, il portale che riunisce i mondi di IOL, Libero e InWind.
Nel corso del tempo il portale Libero.it ha subito numerosi restyling per seguire l'evoluzione del mezzo e dei suoi utenti. Nel 2004 acquista l'elenco telefonico italiano, rinominandolo Pagine Bianche.
Il 4 maggio 2011 è stata annunciata l'uscita da Wind e la creazione di una nuova società denominata Libero S.r.l., che comprende anche l'Internet service provider ITNet, di proprietà della Weather Investments e del magnate egiziano Naguib Sawiris. Nel settembre 2011, secondo Alexa.com, Libero era il 251º sito a livello mondiale e il settimo sito a livello italiano per accessi.
Nell'estate 2012 Libero S.r.l. annuncia l'acquisizione di Matrix S.p.A., società controllata al 100% da Telecom Italia e titolare del portale Virgilio. Dall'unione delle due società nasce ad inizio 2013 la Italiaonline S.r.l., diventata Italiaonline S.p.A. nell'aprile 2014. Il 20 giugno 2016 la società si fonde per incorporazione con Seat Pagine Gialle S.p.A., mantenendo sempre il nome di Italiaonline S.p.A.
Nel 2016 il portale ha adottato il motore di ricerca Bing di Microsoft per i suoi servizi di ricerca.
Il 22 gennaio 2023 si è verificata un'interruzione del funzionamento ai servizi di posta elettronica su Libero Mail e Virgilio Mail; l'incidente ha impedito l'accesso a milioni di fruitori. La causa è stata specificata il giorno successivo da parte della società Italiaonline, indicando una problematica di natura tecnica al data center, escludendo un attacco hacker, senza tuttavia indicare alcuna previsione in ordine al ripristino. Le associazioni Codacons e Altroconsumo hanno entrambe inviato una diffida alla Società per il danno morale e materiale causato e per la mancanza di un'informativa adeguata per gli utenti, molti dei quali fruitori del servizio mail anche per motivi lavorativi.
Solo il 28 gennaio 2023 agli utenti è stato possibile accedere di nuovo alle proprie caselle e-mail. Il malfunzionamento è stato considerato un "record", sia per la durata che per il grado di disagio arrecato.
Dal 14 al 19 giugno 2023 una nuova interruzione dei servizi Libero Mail e Virgilio Mail ha causato lo stesso disagio, con la perdita di messaggi e-mail pervenuti nei giorni di mancato funzionamento.

## Loghi

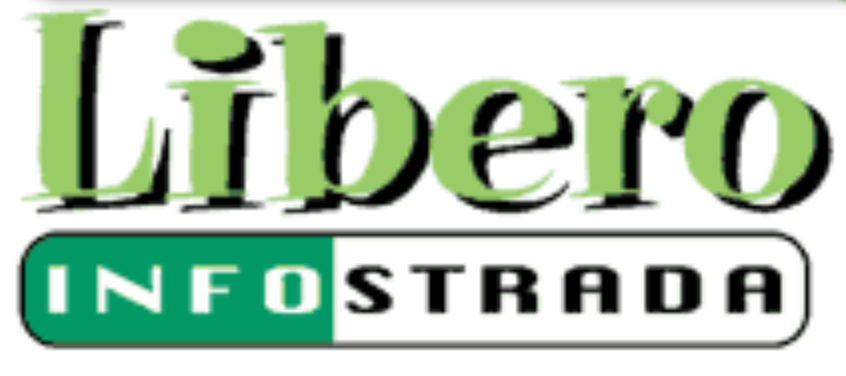
1999-2002
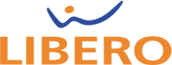
2002-2012
2012-2013
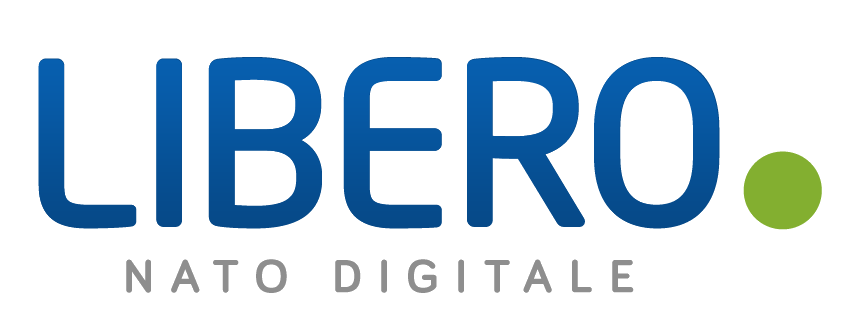
Dal 2013

## Servizi offerti
- Blog
- Cloud computing
- Notizie
- Posta elettronica e PEC